# Шановці своєї народності
Шановці своєї народності  -  фольклорний музично-драматичний гурток який був популярний в Чернігові у другій половині дев'ятнадцятого століття. Активними учасниками гуртка були близько 20 осіб.  Гурток відомий тим що його членом був автор музики гімна України Микола Вербицький із сестрою Марією. Засновником і неформальним лідером гуртка був видний громадський діяч та фольклорист Степан Ніс. Гурток поставив в Чернігові п'єсу "Наталка Полтавка", лібрето та музику до якої написав сам Опанас Маркович. Також він разом із Іллею Дорошенко був режисером.
Після видання в Російській Імперії антиукраїнського Валуєвського циркуляра 1863 року члени гуртка зазнали суворих репресій російської влади за україномовну творчу і видавничу діяльність, наприклад Степан Ніс був засуджений до 8 років позбавлення волі у вигляді заслання на північ Росії, в місто Білозерськ. Члени гуртка активно розповсюджували україномовну літературу в тому числі власного авторства. Гурток відіграв важливу роль в популяризації української культури і історії, особливо в місті Чернігів.